# Droga krajowa nr 124 (Kostaryka)
Droga krajowa nr 124 (hiszp. Ruta Nacional Secundaria 124/Ruta 124) – jedna z dróg krajowych w Kostaryce. Znajduje się ona w prowincjach Alajuela.

## Opis
W prowincji Alajuela droga krajowa nr 124 przebiega przez kanton Alajuela (przez dystrykty Alajuela, San Antonio, Guácima i San Rafael).